# Papageienstock

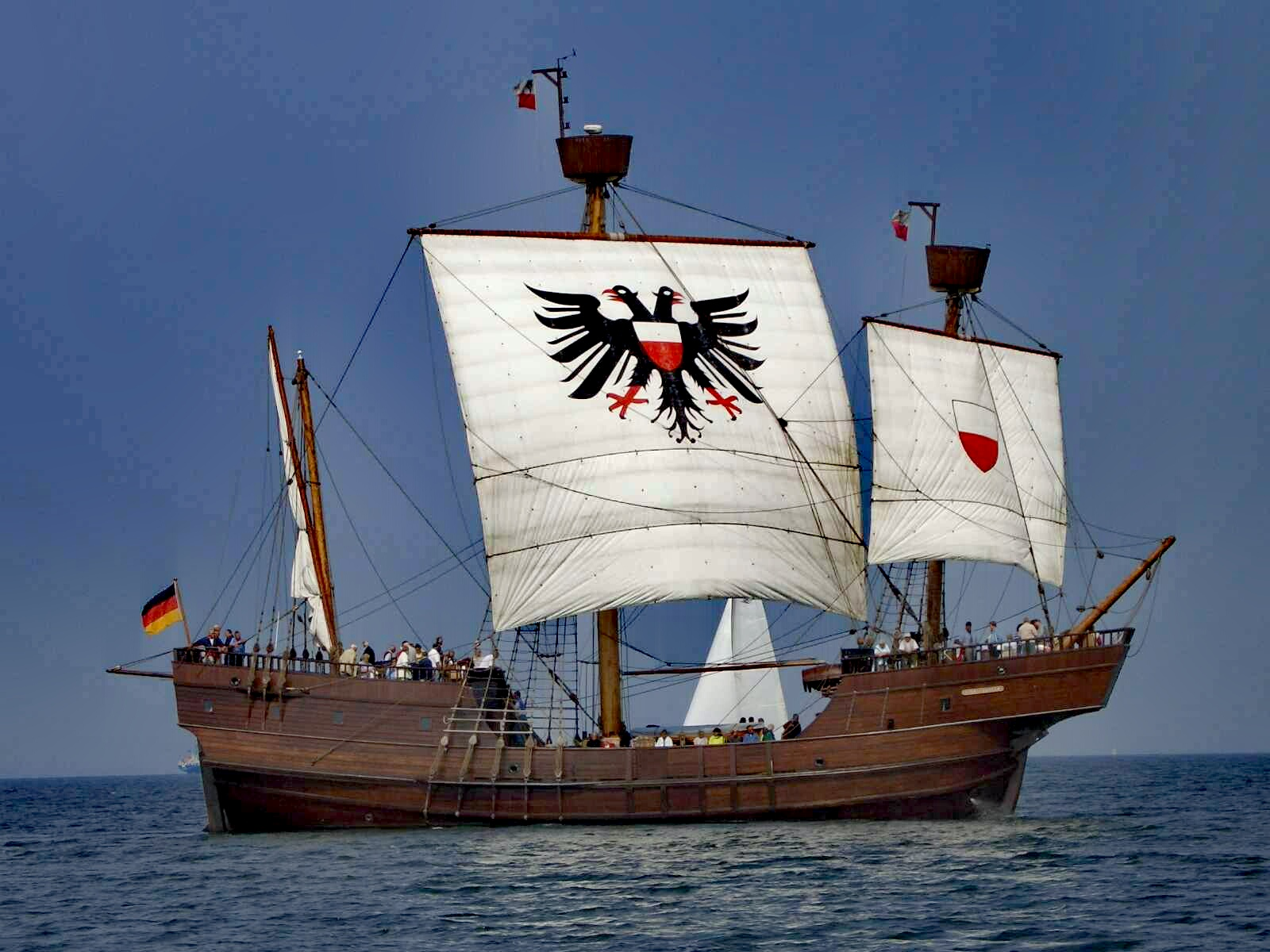
Die Lisa von Lübeck mit achtern herausragendem Papageienstock

Als Papageienstock bezeichnet man den Ausleger, der bei manchen Segelschiffen über das Achterschiff hinausragt und an dem das Besansegel beziehungsweise die Schot desselben befestigt werden kann. Auch dient er den „auf dem Rüsterwerk des Galions befindlichen Matrosen zur Haltung“.